# Bröllopsfixaren
Bröllopsfixaren är en amerikansk komedifilm från 2001 i regi av Adam Shankman med Jennifer Lopez och Matthew McConaughey i huvudrollerna. Filmen låg etta på biolistan i USA och är en av Lopez mest framgångsrika filmer.

## Rollista
- Jennifer Lopez - Mary Fiore
- Matthew McConaughey - Steve Edison
- Bridgette Wilson - Fran Donolly (as Bridgette Wilson-Sampras)
- Justin Chambers - Massimo
- Judy Greer - Penny
- Alex Rocco - Salvatore
- Joanna Gleason - Mrs. Donolly
- Charles Kimbrough - Mr. Donolly
- Kevin Pollak - Dr. John Dojny